# 克利希广场
克利希广场（Place de Clichy）是法国巴黎的一个广场，位于市区西北部，坐落在古城墙上的克利希屏障旧址。克利希广场是巴黎少数几个位于四个区交界处的地点（第8、9、17、18区）。另两个位于四个区交界处的地点是圣米歇尔桥（Pont Saint-Michel，1、4、5、6区）和贝尔维尔（Belleville）环岛（第10、11、19和20区）。
克利希广场是许多道路的交叉口（克利希大道、克利希大街、阿姆斯特丹路、列宁格勒路等），并非真正的广场。廣場周围布满商店和餐馆，以及一座电影院，无论昼夜都很活跃。而克利希广场设有地铁车站。

## 历史
1814年3月，法兰西第一帝国结束时，来自各国的八十万士兵的军队在突破贝尔维尔和Pantin障碍后抵达巴黎。他们占领了蒙马特山。从克利希到讷伊是保护巴黎的北部防线，由7.000人的国民警卫队防守。面对敌人的推进，蒙塞元帅防守克利希屏障。蒙塞积聚了15000名志愿者，散兵-巴黎综合理工学院和兽医学院的学生，尽管他们缺乏经验，却英勇抵抗，直到1814年3月30日宣布停战。   
6米高的蒙塞铜像安置在8米高的华丽台座上。  